# ایگور هینیچ
ایگور هینیچ (انگلیسی: Igor Hinić؛ زادهٔ ۴ دسامبر ۱۹۷۵) بازیکن واترپلو اهل کرواسی بود.